# Cazillac
Cazillac korábbi község Franciaországban, Lot megyében. Lakosainak száma 423 fő (2018. január 1.). Cazillac Sarrazac, Cavagnac, Cuzance, Martel, Les Quatre-Routes-du-Lot és Strenquels községekkel határos.
2019. január 1-jén Les Quatre-Routes-du-Lot korábbi községgel egyesült és az így létrejött Le Vignon-en-Quercy új község része lett.

## Népesség
A település népességének változása:
| Lakosok száma | 335  | 310  | 333  | 345  | 390  | 433  | 428  | 444  | 424  | 423  |
|               | 1968 | 1975 | 1982 | 1999 | 2006 | 2011 | 2013 | 2016 | 2017 | 2018 |